# Norbert Nieszery

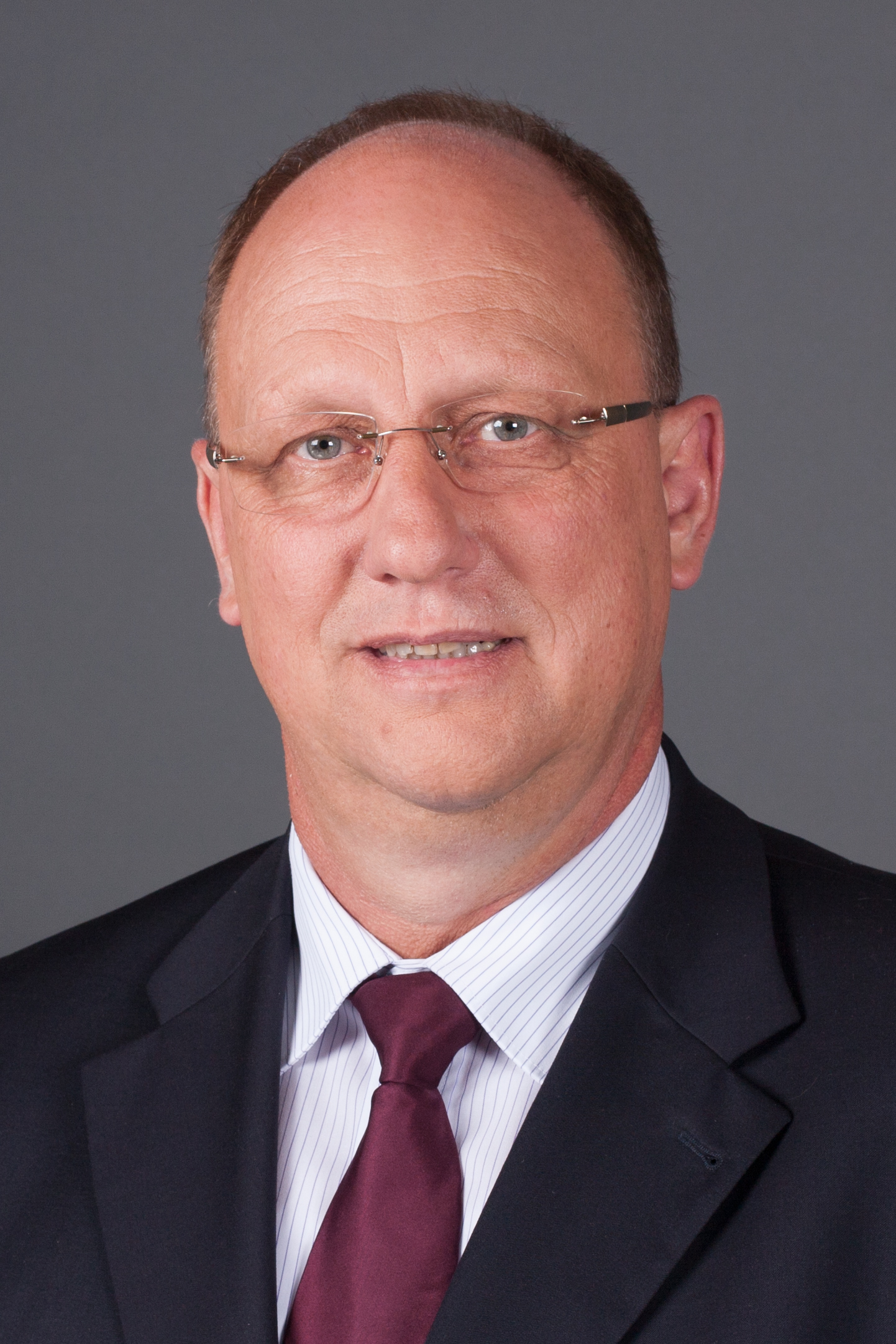
Norbert Nieszery 2013

Norbert Nieszery (* 9. September 1960 in Schleswig) ist ein deutscher Politiker (SPD). Er war 2018 bis 2020 Bürgermeister der Gemeinde Pellworm, war zuvor von 2002 bis 2016 Abgeordneter im Landtag von Mecklenburg-Vorpommern und ab Oktober 2008 Fraktionsvorsitzender.

## Leben und beruflicher Werdegang
Nieszery schloss die Domschule Schleswig mit der Mittleren Reife ab und arbeitete von 1977 bis 1984 beim Bundesgrenzschutz. Im Jahr 1983 holte er am Staatlichen Abendgymnasium in Lübeck sein Abitur nach. 
1984 begann er an der Christian-Albrechts-Universität zu Kiel ein Studium der Ur- und Frühgeschichte, der Neueren deutschen Literaturwissenschaften und Alten Geschichte. Nachdem er 1992 dort mit einer Dissertation über linearbandkeramische Gräberfelder in Bayern promoviert worden war, arbeitete er als wissenschaftlicher Mitarbeiter im Saarland. Ab Oktober 1993 war er am Landesamt für Bodendenkmalpflege Mecklenburg-Vorpommern beschäftigt und leitete dort die Abteilung Stralsund. Ab 1995 betätigte er sich als freier Wissenschaftler. 
Norbert Nieszery ist evangelisch, verheiratet und hat drei Kinder.

## Politik
Nieszery ist seit 1999 Mitglied der SPD. Von Oktober 1999 bis 2001 war er stellvertretender Vorsitzender des SPD-Kreisverbandes Güstrow und ab Oktober 2001 dessen Kreisvorsitzender. Seit 2000 ist er zudem Mitglied des Kreistages Güstrow. Außerdem ist er stellvertretender Vorsitzender im Kreisverband Güstrow des Volksbundes Deutsche Kriegsgräberfürsorge. 
Ab dem 22. Oktober 2002 war Nieszery Abgeordneter des Landtages Mecklenburg-Vorpommern. Dort war er von November 2006 bis Oktober 2008 Vorsitzender des Innenausschusses. Außerdem war er Sprecher der SPD-Fraktion für Gesundheits- und Wehrpolitik. Am 14. Oktober 2008 wurde er zum Fraktionsvorsitzenden gewählt. Bei der Landtagswahl in Mecklenburg-Vorpommern 2006 zog er über ein Direktmandat im Landtagswahlkreis Güstrow II ein und konnte das Wahlkreismandat 2011 verteidigen. Zur Wahl 2016 trat er aus gesundheitlichen Gründen nicht mehr an.
2018 erreichte die SPD erstmals die Mehrheit im Gemeinderat der nordfriesischen Insel Pellworm und setzte die Wahl Nieszerys zum Bürgermeister der Gemeinde durch. Am 17. Mai 2020 trat er zurück, da viele Insulaner seine strikten Maßnahmen gegen die COVID-19-Pandemie ablehnten.

## Publikationen
- Linearbandkeramische Gräberfelder in Bayern (Internationale Archäologie). Marie Leidorf, Rahden/Westfalen 1995, ISBN 978-3-9247-3434-3